# Валя-Сяке (Ясси)
Валя-Сяке (рум. Valea Seacă) — село у повіті Ясси в Румунії. Входить до складу комуни Валя-Сяке.
Село розташоване на відстані 320 км на північ від Бухареста, 71 км на захід від Ясс.

## Населення
За даними перепису населення 2002 року у селі проживали 1943 особи, усі — румуни. Усі жителі села рідною мовою назвали румунську.